# Équipe du Canada de rugby à XV à la Coupe du monde 2011
L'équipe du Canada de rugby à XV participe à la coupe du monde de rugby à XV 2011, sa septième participation en autant d'épreuves.
Lors de cette compétition, le Canada se défait des Tonga (25-20) avant de perdre contre la France (46-19). Après avoir fait match nul avec le Japon (23-23), le Canada est nettement battu par la Nouvelle-Zélande (79-15).
Le Canada est éliminé lors de la phase de poule, terminant à la quatrième place de la poule A.

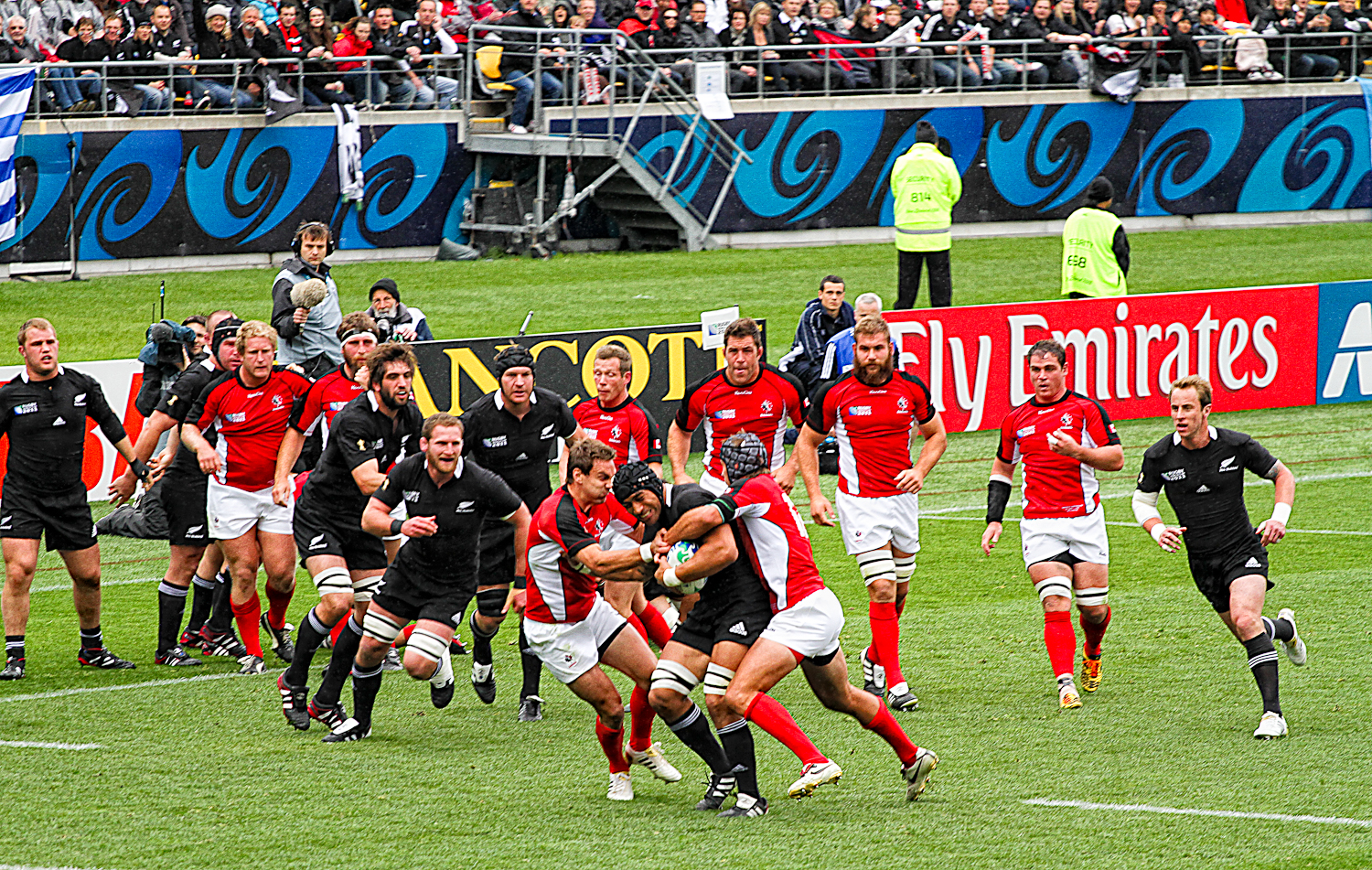
L'équipe du Canada lors de la Coupe du monde 2011.

## Qualification
Le Canada dispute les qualifications pour la Coupe du monde de rugby à XV 2011 qui mettent aux prises les équipes nationales de rugby à XV afin de qualifier huit formations qui disputent la phase finale au côté des douze équipes qualifiées d'office.
Le Canada se qualifie après avoir battu les États-Unis en match aller-retour en juillet 2009 (6-12 ; 41-18).

## Les sélectionnés
Le Canada est la première nation à rendre publique sa liste des trente joueurs pour la Coupe du monde de rugby à XV 2011 dès le 8 juillet 2011.
| Entraîneur | Entraîneur             | Kieran Crowley                                                                |
| Avants     | Pilier                 | Scott Franklin, Hubert Buydens, Jason Marshall, Andrew Tiedemann, Frank Walsh |
| Avants     | Talonneur              | Pat Riordan (cap.), Ryan Hamilton                                             |
| Avants     | Deuxième ligne         | Brian Erichsen, Jamie Cudmore, Tyler Hotson                                   |
| Avants     | Troisième ligne aile   | Chauncey O'Toole, Adam Kleeberger, Nanyak Dala, Jeremy Kyne                   |
| Avants     | Troisième ligne centre | Jebb Sinclair, Aaron Carpenter                                                |
| Arrières   | Demi de mêlée          | Ed Fairhurst, Jamie MacKenzie, Sean White                                     |
| Arrières   | Demi d'ouverture       | Ander Monro, Nathan Hirayama                                                  |
| Arrières   | Centre                 | Conor Trainor, Mike Scholz, Ryan Smith                                        |
| Arrières   | Ailier                 | DTH van der Merwe, Phil MacKenzie, Taylor Paris, Matt Evans                   |
| Arrières   | Arrière                | James Pritchard, Ciaran Hearn                                                 |

## L'encadrement

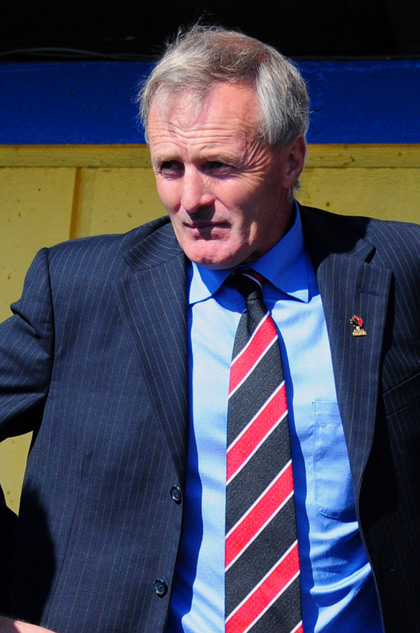
Kieran Crowley, ici en 2009, est le sélectionneur de l'équipe du Canada.

Kieran Crowley succède à Ric Suggitt en 2008 à la tête de l'équipe du Canada.
Kieran Crowley a joué avec les All Blacks au poste d’arrière, il dispute la demi-finale de la coupe du monde 1991 et un match de la coupe du monde 1987. De 1998 à 2007, il entraîne la province de Taranaki soit comme entraîneur adjoint pendant quatre années soit comme entraîneur principal durant cinq saisons. Il dirige l'équipe de Nouvelle-Zélande de rugby à XV des moins de 19 ans championne du monde en 2007.

## La coupe du monde
Le Canada dispute quatre matchs dans la poule A. 

### Matchs de poule
Conformément au tirage au sort effectué le 1er décembre 2008 à Londres, les équipes de la Nouvelle-Zélande (1re IRB), de la France (4e IRB), des Tonga (12e IRB), du Japon (13e IRB) et du Canada (14e IRB) composent ce groupe A.
Lors de la coupe du monde 2011, le Canada se défait des Tonga (25-20) avant de perdre contre la France (46-19). Après avoir fait match nul avec le Japon (23-23), le Canada est nettement battu par la Nouvelle-Zélande (79-15).

#### Tonga - Canada
(mt : 7 - 10)
Homme du match : Adam Kleeberger 
Points marqués :
- Tonga : 2 essais de Piutau (40e, 53e), 2 transformations de Morath (40e, 54e), 2 pénalités de Morath (43e, 64e)

- Canada : 3 essais de Sinclair (13e), Carpenter (67e), MacKenzie (73e), 2 transformations de Pritchard (15e, 75e), 2 pénalités de Pritchard (26e, 45e)

Évolution du score : 0-7, 0-10, 7-10, 10-10, 10-13, 17-13, 20-13, 20-18, 20-25
Arbitre : Jonathan Kaplan 
Résumé

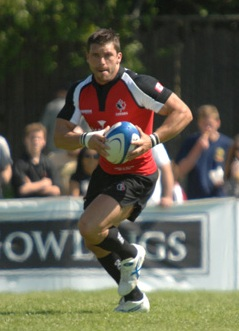
James Pritchard auteur de deux pénalités et deux transformations.

Cette rencontre est allée au bout du suspense pour voir les Canadiens remporter leur première victoire dans cette Coupe du monde face aux Tonga. Le match a été disputé du début à la fin, et les Tongiens s'inclinent après avoir raté énormément d'occasions. À la 13e Carpenter s'échappe sur le côté gauche. Les Canadiens enchaînent une série de passes qui renverse le jeu sur la droite et Sinclair est à la conclusion (0-7). À la 40e, les Tongiens récupèrent le ballon et enchaînent quatorze temps de jeu, avant que le demi de mêlée ouvre sur la gauche pour Piutau qui prend l'intervalle et marque (7-10). L'arbitre Jonathan Kaplan siffle la mi-temps après la transformation. Les Canadiens profitent durant cette première mi-temps des maladresses des Tongiens qui sont poussés à la faute grâce à une défense bien organisée.
En seconde mi-temps, à la 53e, les Tongiens créent un regroupement sur les 22 mètres canadiens. Taniela Moa s'échappe et croise parfaitement pour Piutau qui prend l'intervalle et aplatit dans l'en but adverse (17-13). À la 67e Conor Trainor s'échappe sur le côté droit et s'impose devant plusieurs défenseurs Tongiens. Il passe à Carpenter, qu'il trouve sur sa gauche, et celui-ci file en force à l'essai. À la 73e, Ander Monro trouve une brèche et perce dans la défense tongienne. Un regroupement à 10 mètres de l'en-but se crée. Phil MacKenzie récupère le ballon, passe dans un petit intervalle et file à l'essai (20-25). Le score final est de 25-20 et les Tongiens se contentent du point de bonus défensif.
| Tonga · Titulaires · Kurt Morath 15 · Fetu'u Vainikolo 14 · 40e 53e Siale Piutau 13 · Alipate Fatafehi 12 · 66e William Helu 11 · Taniela Moa 10 · 71e Tomasi Palu 9 · 50e Samiu Vahafolau 8 · Sione Vaiomo'unga 7 · (cap.) Finau Maka 6 · Lua Lokotui 5 · 54e Sione Timani 4 · 52e Kisi Pulu 3 · 65e Ephraim Taukafa 2 · 75e Alisona Taumalolo 1 · Remplaçants · 65e Ilaisa Ma'asi 16 · 75e Soane Tonga'uiha 17 · 52e Halani Aulika 18 · 50e Viliami Ma'afu 19 · 54e Sione Kalamafoni 20 · 71e Viliame Iongi 21 · 66e Alaska Taufa 22 · Entraîneur · Isitolo Maka |  | Canada · Titulaires · 15 James Pritchard · 14 Ciaran Hearn · 13 DTH Van der Merwe · 12 Ryan Smith 65e · 11 Phil MacKenzie 73e · 10 Ander Monro · 9 Ed Fairhurst · 8 Aaron Carpenter 67e · 7 Chauncey O'Toole · 6 Adam Kleeberger · 5 Jamie Cudmore · 4 Jebb Sinclair 13e 74e · 3 Jason Marshall 75e · 2 Pat Riordan (cap.) 31' à 41' 69e · 1 Hubert Buydens · Remplaçants · 16 Ryan Hamilton 31e 41e 69e · 17 Scott Franklin 75e · 18 Tyler Hotson · 19 Nanyak Dala 74e · 20 Conor Trainor 65e · 21 Sean White · 22 Nathan Hirayama · Entraîneur · Kieran Crowley |

#### France - Canada
(mt : 19 - 10 )
Homme du match : Louis Picamoles 
Points marqués :
- France : 4 essais de Clerc (4e, 78e, 80e), Traille (65e), 4 transformations de Parra (4e, 64e, 78e, 80e), 1 drop de Trinh-Duc (58e), 5 pénalités de Parra (16e, 36e, 38e, 40e, 47e)
- Canada : 1 essai de Smith (6e), 1 transformation de Pritchard (6e), 2 drops de Monro (43e, 49e), 2 pénalités de Pritchard (2e,60e)

Évolution du score : 0-3, 7-3, 7-10, 10-10, 13-10, 16-10, 19-10, 19-13, 22-13, 22-16, 25-16, 25-19, 32-19, 39-19, 46-19
Arbitre : Craig Joubert 
Résumé

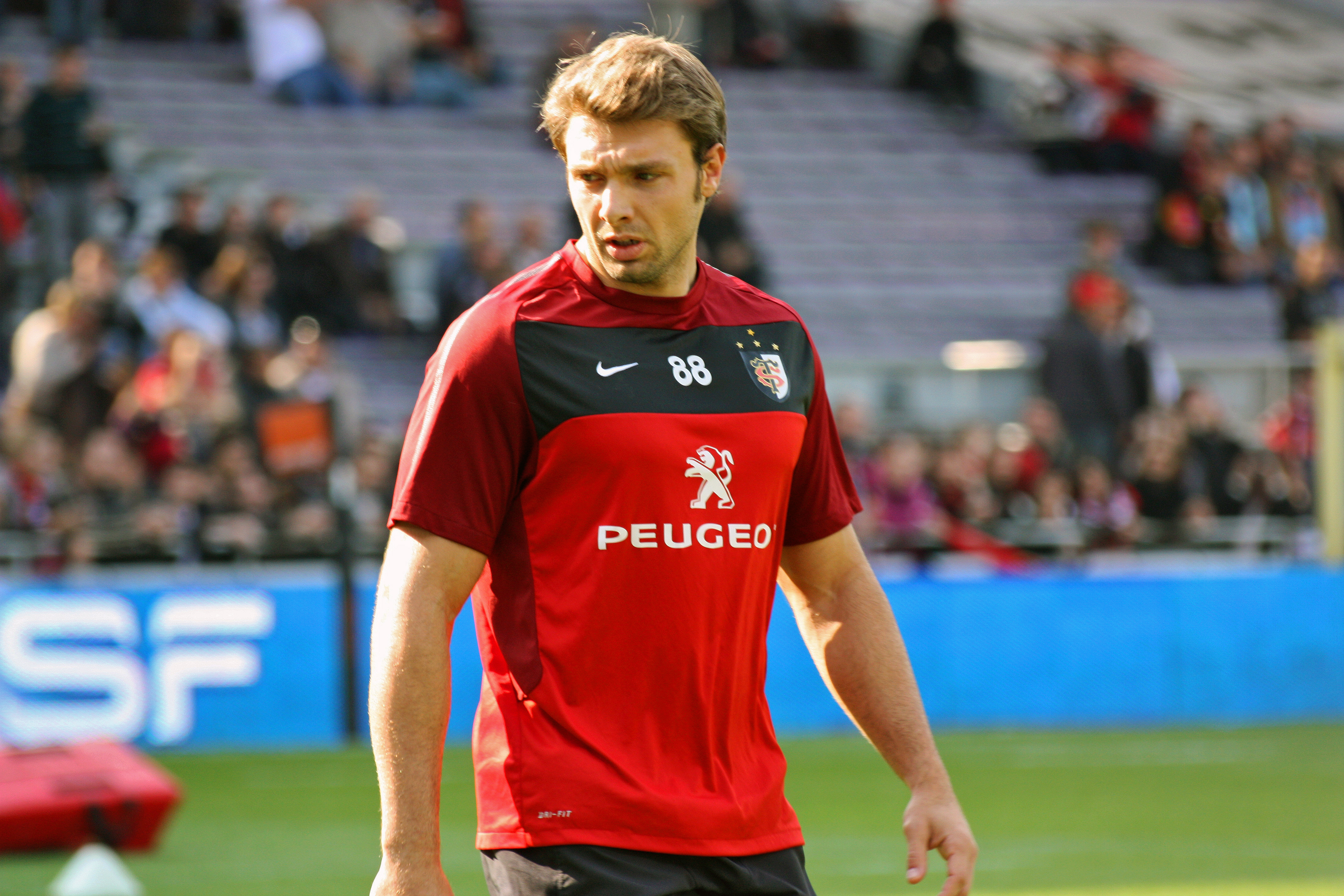
Vincent Clerc marque trois essais pour la France lors de cette rencontre.

Cette confrontation s'est jouée dans des conditions météorologiques défavorables en raison de la présence de la pluie et du vent. En fin de match, les Français profitent du manque de fraîcheur de leurs adversaires pour marquer trois essais, ce qui leur permet de porter leur total du match à quatre et ainsi d'empocher le point de bonus offensif.
| France · Titulaires · 64e Damien Traille 15 · 4e 78e 80e Vincent Clerc 14 · David Marty 13 · Maxime Mermoz 12 · 72e (cap.) Aurélien Rougerie 11 · 69e François Trinh-Duc 10 · Morgan Parra 9 · Louis Picamoles 8 · Julien Bonnaire 7 · 75e Fulgence Ouedraogo 6 · 63e Romain Millo-Chluski 5 · Pascal Papé 4 · Luc Ducalcon 3 · 53e William Servat 2 · 18e 27e 46e Jean-Baptiste Poux 1 · Remplaçants · 53e Guilhem Guirado 16 · 18e 27e 46e Fabien Barcella 17 · 63e Julien Pierre 18 · 75e Imanol Harinordoquy 19 · 69e Dimitri Yachvili 20 · Fabrice Estebanez 21 · 72e Maxime Médard 22 · Entraîneur · Marc Lièvremont |  | Canada · Titulaires · 15 James Pritchard · 14 Ciaran Hearn · 13 DTH Van der Merwe 63e · 12 Ryan Smith 7e · 11 Phil MacKenzie · 10 Ander Monro 70e · 9 Ed Fairhurst 62e · 8 Aaron Carpenter · 7 Chauncey O'Toole 62e · 6 Adam Kleeberger · 5 Jamie Cudmore 60e · 4 Jebb Sinclair · 3 Jason Marshall 62e · 2 Pat Riordan (cap.) 60e · 1 Hubert Buydens · Remplaçants · 16 Ryan Hamilton 60e · 17 Scott Franklin 62e · 18 Tyler Hotson 60e · 19 Nanyak Dala 62e · 20 Sean White 62e · 21 Nathan Hirayama 70e · 22 Conor Trainor 63e · Entraîneur · Kieran Crowley |

#### Canada - Japon
(mt : 7 - 17)
Homme du match : Sione Vatuvei 
Points marqués :
- Canada : 3 essais de Van der Merwe (7e), MacKenzie (44e), Monro (75e), 1 transformation de Pritchard (8e) et 2 pénalités de Monro (64e, 79e)
- Japon : 2 essais de Horie (10e), Endo (40e), 2 transformations de Arlidge (11e, 40e) et 3 pénalités de Arlidge (24e, 66e, 73e)

Évolution du score : 7-0, 7-7, 7-10, 7-17, 12-17, 15-17, 15-20, 15-23, 20-23, 23-23
Arbitre : Jonathan Kaplan 
Résumé
| Canada · Titulaires · 40e 21' à 28' James Pritchard 15 · Matt Evans 14 · 7e DTH Van der Merwe 13 · Ryan Smith 12 · 44e Phil MacKenzie 11 · 75e Ander Monro 10 · 71e Ed Fairhurst 9 · Aaron Carpenter 8 · 64e Chauncey O'Toole 7 · Adam Kleeberger 6 · 73e Jamie Cudmore 5 · Jebb Sinclair 4 · 67e Jason Marshall 3 · 60e (cap.) Pat Riordan 2 · Hubert Buydens 1 · Remplaçants · 60e Ryan Hamilton 16 · 67e Scott Franklin 17 · 73e Tyler Hotson 18 · 64e Jeremy Kyne 19 · 71e Sean White 20 · Nathan Hirayama 21 · 40e 28e 21e Conor Trainor 22 · Entraîneur · Kieran Crowley |  | Japon · Titulaires · 15 Shaun Webb 73e · 14 Kosuke Endo 40e · 13 Alisi Tupuailei 13e · 12 Ryan Nicholas · 11 Hirotoki Onozawa · 10 James Arlidge · 9 Fumiaki Tanaka 64e · 8 Takashi Kikutani (cap.) · 7 Michael Leitch · 6 Sione Vatuvei 64e · 5 Toshizumi Kitagawa 64e · 4 Luke Thompson · 3 Nozomu Fujita 25e · 2 Shota Horie 10e · 1 Hisateru Hirashima · Remplaçants · 16 Yusuke Aoki · 17 Kensuke Hatakeyama 25e · 18 Hitoshi Ono 64e · 19 Toetsu Taufa 64e · 20 Atsushi Hiwasa 64e · 21 Murray Williams 73e · 22 Bryce Robins 13e · Entraîneur · John Kirwan |

#### Nouvelle-Zélande - Canada
(mt : 37 - 8 )
Homme du match : Jerome Kaino 
Points marqués :
- Nouvelle-Zélande : 12 essais de Guildford (7e, 25e, 35e, 76e), Vito (12e, 80e), Dagg (20e), Muliaina (29e), Cowan (44e), Kaino (52e, 67e), S.B. Williams (59e), 8 transformations de Slade (7e, 29e, 44e, 52e), Weepu (59e, 67e, 76e, 80e) et 1 pénalité de Slade (16e)
- Canada : 2 essais de Trainor (40e, 42e), 1 transformation de Monro (42e) et 1 pénalité de Monro (3e)

Évolution du score : 0-3, 7-3, 12-3, 15-3, 20-3, 25-3, 32-3, 37-3, 37-8, 37-15, 44-15, 51-15, 58-15, 65-15, 72-15, 79-15
Arbitre : Romain Poite 
Résumé
| Nouvelle-Zélande · Titulaires · 29e 51e Mils Muliaina 15 · 20e 48e Israel Dagg 14 · Conrad Smith 13 · 59e Sonny Bill Williams 12 · 7e 25e 35e 76e Zac Guildford 11 · 65e Colin Slade 10 · 44e 63e Jimmy Cowan 9 · 51e Kieran Read 8 · 12e 80e Victor Vito 7 · 52e 67e Jerome Kaino 6 · Ali Williams 5 · Sam Whitelock 4 · 56e Owen Franks 3 · 78e (cap.) Andrew Hore 2 · Tony Woodcock 1 · Remplaçants · 78e Keven Mealamu 16 · 56e Ben Franks 17 · 65e Brad Thorn 18 · 51e Anthony Boric 19 · 63e Andrew Ellis 20 · 51e Piri Weepu 21 · 48e Isaia Toeava 22 · Entraîneur · Graham Henry |  | Canada · Titulaires · 15 Matt Evans 65e · 14 Conor Trainor 40e 42e · 13 DTH Van der Merwe 30e · 12 Ryan Smith · 11 Phil MacKenzie · 10 Ander Monro · 9 Ed Fairhurst 63e · 8 Aaron Carpenter · 7 Chauncey O'Toole · 6 Adam Kleeberger · 5 Jamie Cudmore 62e · 4 Jebb Sinclair · 3 Jason Marshall 52e · 2 Pat Riordan (cap.) 48e · 1 Hubert Buydens 63e · Remplaçants · 16 Ryan Hamilton 48e · 17 Scott Franklin 52e · 18 Andrew Tiedemann 63e · 19 Tyler Hotson 62e · 20 Nanyak Dala 65e · 21 Sean White 30e · 22 Nathan Hirayama 63e · Entraîneur · Kieran Crowley |

#### Classement
| Rang | Pays             | J | V | N | D | Em | Ee | Bo | Bd | Pm  | Pe  | Diff | Pts |
| ---- | ---------------- | - | - | - | - | -- | -- | -- | -- | --- | --- | ---- | --- |
| 1    | Nouvelle-Zélande | 4 | 4 | 0 | 0 | 36 | 6  | 4  | 0  | 240 | 49  | +191 | 20  |
| 2    | France           | 4 | 2 | 0 | 2 | 13 | 9  | 2  | 1  | 124 | 96  | +28  | 11  |
| 3    | Tonga            | 4 | 2 | 0 | 2 | 7  | 13 | 0  | 1  | 80  | 98  | -18  | 9   |
| 4    | Canada           | 4 | 1 | 1 | 2 | 9  | 20 | 0  | 0  | 82  | 168 | -86  | 6   |
| 5    | Japon            | 4 | 0 | 1 | 3 | 8  | 25 | 0  | 0  | 69  | 184 | -115 | 2   |

|  | Qualifiés pour les quarts de finale (no 1, no 2). |
|  | V : victoires • N : matchs nuls • D : défaites • EM : essais marqués • EE : essais encaissés • BO : bonus offensif • BD : bonus défensif • PM : points marqués • PE : points encaissés • Diff : différence de points. |

Attribution des points : victoire : 4, match nul : 2, défaite : 0, forfait : -2 ; plus les bonus (offensif : 4 essais marqués ou plus ; défensif : défaite par 7 points d'écart ou moins).
Règles de classement : 1. résultat du match de poule entre les deux équipes ; 2. différence de points ; 3. différence d'essais ; 4. nombre de points marqués ; 5. nombre d'essais marqués ; 6. rang au classement IRB en date du 3 octobre 2011.